# Alternariová skvrnitost košťálovin

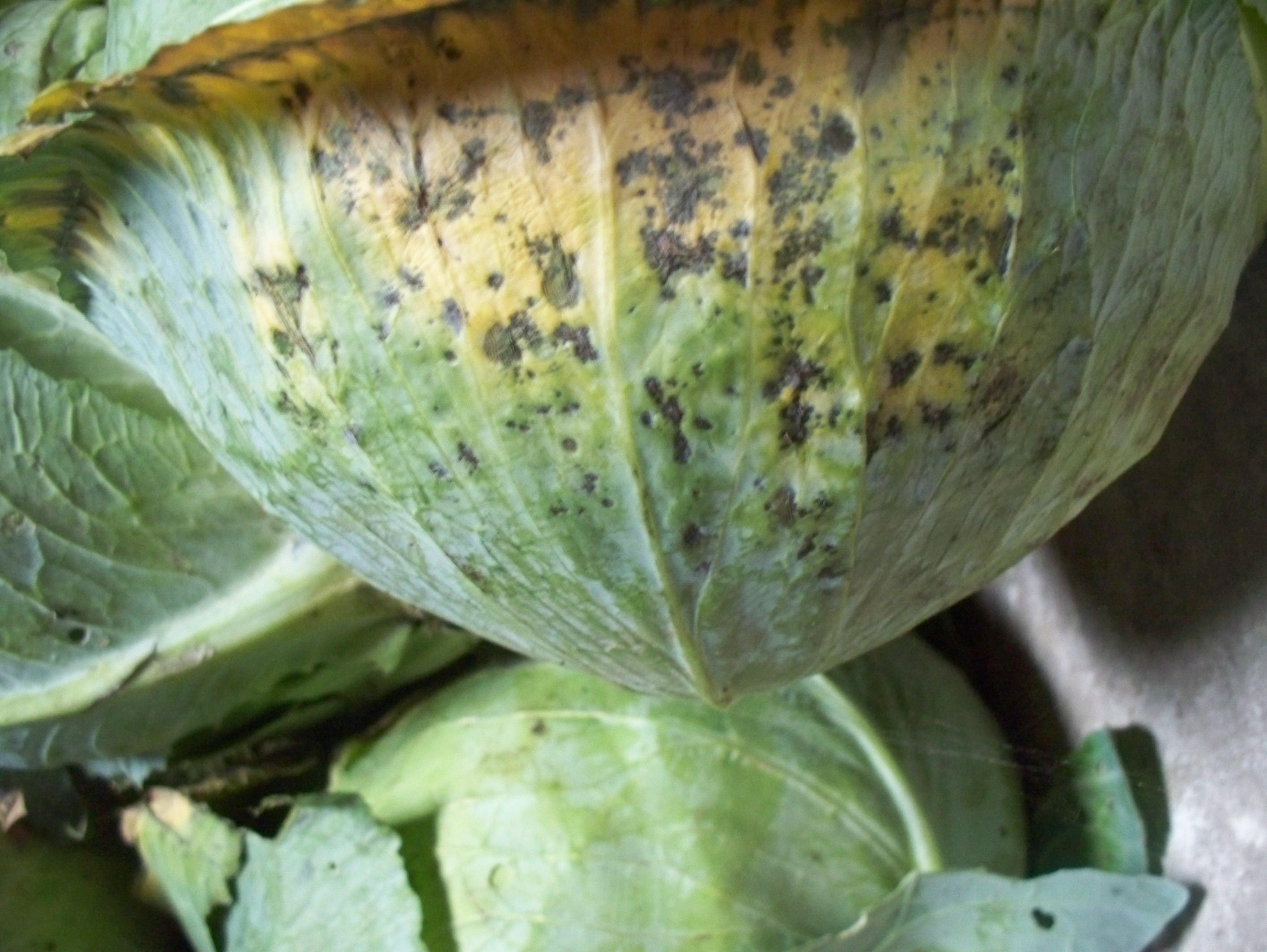
Alternariová skvrnitost košťálovin na bílém zelí.

Alternariová skvrnitost košťálovin je houbová choroba rostlin způsobená houbou čerň kapustová (Alternaria brassicicola) a také čerň zelná (Alternaria brassicae) z čeledě zďovkovité (Pleosporaceae) řádu zďovkotvaré (Pleosporales ).
V některých zemích je rozlišováno poškození způsobené patogenem čerň zelná (Alternaria brassicae) a je nazýváno Grey leaf spot a poškození způsobené patogenem čerň kapustová (Alternaria brassicicola)které je nazýváno Brassica dark leaf spot. Oba patogenní druhy se vyskytují společně.

## EPPO kód
- Alternaria brassicicola – ALTEBI[3]
- Alternaria brassicae ALTEBA[4]

## Synonyma patogena

### Vědecké názvy
Podle biolib.cz je pro patogena s označením čerň zelná (Alternaria brassicae) používáno více rozdílných názvů, například Macrosporium brassicae nebo Alternaria alliariae-officinalis. Podle biolib.cz je pro patogena s označením čerň kapustová (Alternaria brassicicola) používáno více rozdílných názvů, například Alternaria brassicae f. microspora nebo Macrosporium circinans.

### České názvy
Podle Biolib je pro patogena s označením čerň zelná (Alternaria brassicae) používáno více rozdílných názvů, například čerň řepková nebo alternariová skvrnitost košťálovin. Podle biolib.cz je pro patogena s označením čerň kapustová (Alternaria brassicicola) používáno více rozdílných názvů, například čerň maková, čerň řepková nebo alternariová skvrnitost košťálovin.

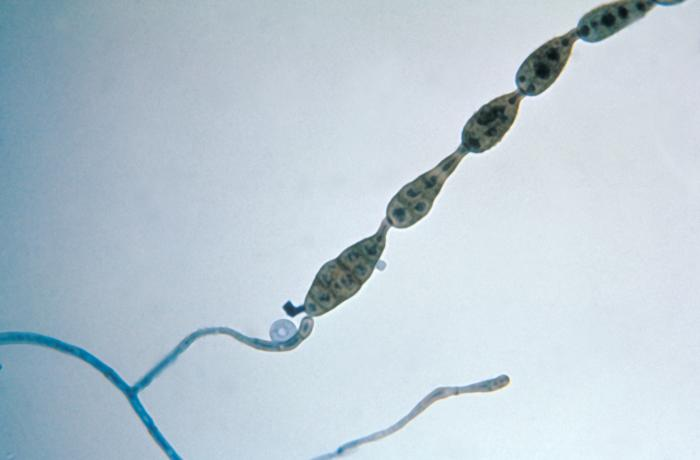
Plodničky houby.

## Zeměpisné rozšíření
A. brassicicola je rozšířena po celém světě, vyskytuje se v mnoha zemích (Anon., 1988; Verma a Sahary, 1994).

### Výskyt v Evropě
Běžná choroba.

### Výskyt v Česku
Běžná choroba.

## Hostitel
Alternariová skvrnitost košťálovin je choroba která se vyskytuje na více hostitelích, kde se pak projevují podobné příznaky. Často bývají napadány pěstované druhy čeledi brukvovité, ale hostitelé pocházejí i z jiných čeledí. Některé druhy které jsou napadány:
- křen selský Armoracia rusticana
- pelyněk Artemisia
- Brassica juncea var. juncea
- Brassica napus var. napus
- Brassica nigra
- zelí (obě formy), květák Brassica oleracea
- Brassica oleracea var. gongylodes
- Brassica rapa cultivar group Caixin
- Brassica rapa subsp. pekinensis
- Brassica rapa subsp. rapa
- astra čínská Callistephus chinensis
- Capsella bursa-pastoris
- Cicer arietinum
- Clarkia
- Crambe abyssinica
- Crambe maritima
- meloun Cucumis melo
- okurka setá Cucumis sativus
- Eruca vesicaria
- Erysimum cheiri
- Gerbera jamesonii
- chmel Humulus lupulus
- salát Lactuca sativa
- Lepidium sativum
- len Linum usitatissimum
- letní fiala Matthiola incana
- Papaver orientale okrasný pěstovaný jako trvalka
- Phaseolus coccineus (runner bean)
- Phaseolus vulgaris (common bean)
- ředkvička Raphanus sativus
- Scorzonera (salsify)
- Sisymbrium officinale
- rajče jedlé Solanum lycopersicum
- Thlaspi arvense
- Thymus vulgaris
- Vicia faba

## Příznaky
Houba se částečně podílí na padání klíčních rostlin, později dochází k napadení starších listů. Na všech listech (pravých i děložních), vznikají okrouhlé skvrny, na tkáních uvnitř skvrn jsou viditelné soustředné kruhy plodniček. Skvrny postupně zasychají a praskají. Průměr skvrn se pohybuje od několika milimetrů až po centimetry (2 – 3 cm). Skvrny se během vlhkého počasí pokrývají černými konidiofory a konidiemi.

### List
- hnědé až černé, nejprve drobné, mírně propadlé, okrouhlé skvrny[7] tvoří se nekrotické oblasti
- silně napadené listy žloutnou, od okrajů zasychají a opadávají.[7]
- během vegetace mohou listy v místě napadení získat neobvyklé zbarvení[5]
- často na starších listech

### Květy, květenství
- hnědé až černé, nejprve drobné, mírně propadlé, kulaté protáhlé skvrny, léze[7]
- hnědnutí a černání částí růžic květáku [7]
- plíseň, nekróza, odumření celého květenství[5]

### Plody, plodenství, semena
- hnědé až černé, nejprve drobné, mírně propadlé, kulaté protáhlé skvrny na plodech nebo obalech.[7]
- předčasný opad plodů[5]
- plody mohou být zasychající, menší, poškozené[5]
- v raném stádiu napadené šešule se deformují, nevytvářejí se v nich semena nebo předčasně pukají[8]

### Stonek
- neobvyklé zbarvení[5]

### Možnost záměny
Hnědnutí a černání částí růžic květáku mohou způsobit i kolísající teploty během vegetace. Skvrny na listech podobného charakteru může způsobit i viróza (Turnip yellow mosaic virus).

## Význam
Hospodářský význam má choroba u pekingského zelí. Druhy z rodu Alternaria mohou produkovat mykotoxiny. Může způsobit snížení výnosu.
Ztráty na výsevech, úhyn celých neošetřených porostů, poškození asimilační plochy starších rostlin, zahnívání celých rostlin, zakrnění. Ve výsledku jde o poškození rázu estetické vady ale i úplné znehodnocení výpěstků, podle stanoviště a agrotechniky. U semenných porostů bývají také napadány plodenství, což vede ke ztrátám na výnosech a k nízké kvalitě semene.

## Biologie
Houba přezimuje ve formě konidií na rostlinných zbytcích, ale hlavním zdrojem inokula je pravděpodobně osivo.

## Šíření
Z posklizňových zbytků, z napadených rostlin, osiva. Během vegetace se rozšiřuje konidiemi. Konidie se rozšiřují větrem a odstřikující vodou. Rozvoj choroby podporuje teplé a vlhké počasí.

## Ochrana rostlin

### Prevence
Dodržování vhodného sponu s ohledem na podmínky stanoviště, pěstování a předpěstování ve větraných prostorách. Používání mořením ošetřeného osiva. Výskyt různě ovlivní i odlišná míra použití hnojiv.(Mian and Akanda, 1989; DasGupta et al., 1991; Walker and Booth, 1994)

### Rezistence
Odolnost proti A. brassicicola byla zjištěna v některých výběrů zeleniny a brukvovitých (Galvez-Ramirez et al, 1988b;. Ahmad et al, 1991;. Sharma et al, 1991;. Humpherson-Jones, 1992; Dzhalilov et al, 1999,. Westman et al, 1999), avšak rezistence nemusí být vysoká. Nedostatek látek camalexin, phytoalexin, zvyšuje náchylnost Arabidopsis thaliana k A. brassicicola (Browne et al, 1991,. Thomma et al, 1999, Zhou et al, 1999). Jasmonová kyselina (JA) a ethylen (ET), jsou součástí reakce hostitele na A. brassicicola a systémové rezistence (Ton et al., 2002).

#### Chemická ochrana
Ošetření se provádí již při prvních příznacích, což většinou bývá u rostlin ve fázi pěti listů. V závislosti na průběhu počasí (vyšší vzdušná vlhkost), zvolené agrotechnice a citlivosti pěstovaných odrůd je ošetření třeba opakovat ve 14 až 20 denních intervalech. Seznam doporučených přípravků podle www.agromanual.cz:
- DITHANE DG NEO-TEC
- DITHANE M 45
- NOVOZIR MN 80 NEW
- ORTIVA
- POLYVERSUM

#### Agrotechnická opatření
Po sklizni zaorat nebo zarýt zbytky rostlin. Zvolit vhodný osevní postup.